# Коту (Кука)
Коту (рум. Cotu) насеље је у Румунији у округу Арђеш у општини Кука. Oпштина се налази на надморској висини од 460 m.

## Становништво
Према подацима из 2011. године у насељу је живело 148 становника.